# Maison alsacienne Fruhinsholz
La Maison alsacienne Fruhinsholz est une maison alsacienne située dans la ville de Nancy, dans la Meurthe-et-Moselle en région Grand Est.

## Situation
Elle est située à l'entrée de la presqu'île de la Méchelle, au 78, avenue du XXe-Corps.

## Histoire
Elle est construite en 1912 pour Adolphe Fruhinsholz, un industriel ayant quitté l'Alsace après son annexion en 1871. Il fonde à Nancy les Tonnelleries mécaniques du Faubourg Saint-Georges. 
Les façades et les toitures sont inscrites au titre des monuments historiques par arrêté du 29 juin 1993. 

## Description
Elle utilise certains éléments, notamment des pans de bois, provenant de sa maison alsacienne. Le lieu devient un foyer de patriotisme français avant la Première Guerre mondiale.